# Elaeocarpus integrifolius
Elaeocarpus integrifolius là một loài thực vật có hoa thuộc họ Elaeocarpaceae.
Nó chỉ được tìm thấy ở Mauritius.
Môi trường sống tự nhiên của nó là các khu rừng khô nhiệt đới hoặc cận nhiệt đới.